# Den døde zone
Den døde zone er en roman fra 1979 skrevet af Stephen King. Romanen udkom på dansk i 1988.

## Handling
John Smith er en lærer der i begyndelsen af bogen kommer ud for et biluheld, der sender ham i koma i næsten fem år.
Efter sin opvågnen finder John ud af, at han er i stand til at få psykiske visioner. Han bruger denne evne til at fange en seriemorder, men opdager, at visionerne udmatter ham og gør ham mere og mere syg.
En dag rører John ved en lokal politiker, Greg Stillson, og får en vision af en apokalyptisk fremtid, hvor Stillson er blevet præsident for USA og forårsager en atomkrig.
Dette forfærder John, og han beslutter, at han ikke kan lade dette ske. Han køber en riffel og planlægger at myrde Stillson ved et vælgermøde. Johns plan slår fejl, idet han selv bliver skudt, før han kan få ram på Stillson. Under skududvekslingen beskytter Stillson sig bag et lille barn, og en fotograf tager et billede af dette, det gør at Stillson ryger ud af valget.

## Andre versioner
Den døde zone blev filmatiseret til filmen The Dead Zone i 1983 af David Cronenberg.